# Cryptobranchia kuragiensis
Cryptobranchia kuragiensis is een slakkensoort uit de familie van de Lepetidae. De wetenschappelijke naam van de soort is voor het eerst geldig gepubliceerd in 1920 door Yokoyama.